# موشيه واينبرغ
موشيه واينبرغ (بالعبرية: משה ויינברג‏) وفي بعض الأحيان وينبرغر (19 سبتمبر 1939 في حيفا - 5 سبتمبر 1972 في ميونيخ) كان مدرب فريق المصارعة الدولي الإسرائيلي فضلا عن كونه مدرب هابويل تل أبيب. كان بطل الشباب الإسرائيلي في المصارعة وأيضا بطل الكبار لمدة 8 سنوات. بدأ حياته المهنية في هابويل حيفا وأصبح في وقت لاحق مدرب معتمد في معهد وينغات. باعتباره مدربا للمصارعة الوطنية أرسل إلى دورة الألعاب الأولمبية الصيفية 1972 في ميونيخ بألمانيا الغربية. كان من بين 11 عضوا في الفريق الإسرائيلي الذين قتلوا على يد مسلحين فلسطينيين في عملية ميونيخ.

## الوفاة
في ساعات الصباح الباكر من 5 سبتمبر 1972 دخل ثمانية أعضاء من أيلول الأسود القرية الأوليمبية ميونيخ واقتحموا الشقة 1 في كونوليستراس 31 الذي يضم خمسة مدربين وحكمين من الفريق الأولمبي الإسرائيلي. بينما اقتحم الإرهابيون الشقة واجه واينبرغ قائد المجموعة لطيف عفيف في غرفة نوم قريبة. قام مدرب المصارعة بحمل سكين فاكهة قريب وتم إطلاق النار عليه بعد أن وجه السكين نحو القائد ثم شق جبهته اليسرى من الثدي ولكن لم يخترق جثة قائد المجموعة.
أمر الإرهابيون بإطلاق النار على وينبرغ الجريح تحت تهديد السلاح لإبرازهم حيث كان الإسرائيليون. قاد واينبرغ الإرهابيين في الماضي شقة 2 التي تضم المبارزة والرماة وتتبع الرياضيين وبدلا من أخذهم إلى شقة 3 التي تضم رباعين ومصارعين. ومع ذلك تفاجأ بالقبض على الرياضيين الستة من شقة 3 من قبل الإرهابيين. بينما كان الرهائن يسيرون مرة أخرى إلى شقة المسؤولين هاجم واينبرغ مرة أخرى المتسللين ومحمد الصفدي فاقد الوعي والسماح لأحد مصارعيه جاد تسوباري بالهرب من مرآب للسيارات تحت الأرض. أطلق الإرهابيون النار على وينبرغ بأسلحة آلية ثم ألقوا جثته إلى الشارع لإثبات عزمهم. لدى نقل الرهائن إلى شقة المدربين قتل الإرهابيون الرباع يوسف رومانو بعد محاولته مقاومة الإرهابيين. كما قتل الرهائن التسعة المتبقون فيما بعد في ما أصبح يعرف بعملية ميونيخ.
نجل واينبرغ غوري واينبرغ الممثل الإسرائيلي جسد والده في فيلم ميونيخ عام 2005. غوري متزوج من الممثلة تامي لورين.

## روابط خارجية
- موشيه واينبرغ على موقع أوليمبيديا (الإنجليزية)